# The Real Housewives of Fat Tony
«The Real Housewives of Fat Tony» (рус. Домохозяйки Жирного Тони) — девятнадцатая серия двадцать второго сезона «Симпсонов». Премьерный показ 1 мая 2011 года.

## Сюжет
Сельма, к своему недовольству, встречает на автотранспортной инспекции Жирного Тони. Она делает ему несколько саркастических замечаний, вызывая его гнев. Он приказывает мафии похитить её. Они помещают её на заброшенном складе, на котором она делает ещё более саркастические замечания. Жирный Тони влюбляется в неё и делает ей липосакцию. Влюблённые пошли на свидание в Нью-Джерси, на котором Жирный Тони делает предложение Сельме. Она соглашается и выходит замуж.
Напряжение между Мардж и Сельмой возрастает, потому что на вечеринке Гомера и Мардж посадили в самый конец зала. Жирный Тони приглашает Сельму и Симпсонов в свой особняк на берегу Нью-Джерси. На пляже Сельма признаётся Мардж, что недооценивала их брак потому, что сама не была в счастливом браке и просит поддержки Мардж. Мардж обнаруживает, что Жирный Тони женат ещё на одной женщине, и рассказывает об этом Сельме. Жирный Тони объясняет Сельме, что она была его марухой (любовницей). В конце жена Жирного Тони и Сельма дерутся.
Тем временем Барт и Лиза идут по лесу, в котором Барт вдруг находит трюфели. После разговора с Луиджи, который предлагает деньги за новые трюфели, Лиза использует Барта для нахождения новых трюфелей. Когда трюфели закончились, Барт обнаруживает, что трюфели есть в комнате Лизы. Выясняется, что Лиза не продавала трюфели, а ела их. Последний трюфель они отдают свинье Луиджи, которая съедает все трюфели Луиджи, и они понимают, почему свиньям нельзя давать трюфели (они превосходные ищейки трюфелей, и им нельзя им давать их есть, иначе такой триумф будет испорчен).

## Культурные отсылки
- Название эпизода — отсылка к телевизионному шоу «Настоящие домохозяйки».
- В эпизоде присутствуют шутки, связанные со стереотипами об итало-американцах (загар, итальянский акцент и большое употребление алкоголя).
- Родственники Жирного Тони — отсылка к актёрам реалити-шоу «Джерси Шор». К примеру, Стиви Б. напоминает Пола «Поли Д.» ДелВесчио, Стиви Ф. — Ронни Ортис-Магро, Винсент — Майкла «Положение» Соррентино, Туши — Николь «Снуки» Полицци.
- Наброски, на которых показана нарисованная Пэтти — отсылки к другим мультфильмам и фильмам.

## Интересные факты
- В некоторых странах выход серии отменили из-за смерти Усамы бен Ладена.